# Marco Aurélio
Marco Aurélio Moreira (ur. 10 lutego 1952) – brazylijski piłkarz.

## Kariera piłkarska
Od 1970 do 1987 roku występował w klubach Fluminense FC, Vitória, Noroeste, Ponte Preta, São Bento, Taubaté i Coritiba.

## Kariera trenerska
Po zakończeniu piłkarskiej kariery pracował jako trener w Ponte Preta, Vitória, Cruzeiro EC, SE Palmeiras, Kashiwa Reysol, Figueirense, Atlético Mineiro, Fortaleza i Bragantino.